# بیمارستان عمومی بیشور
بیمارستان عمومی بیشور (به انگلیسی: Bayshore Community Hospital) بیمارستانی در شهر هالمدل، نیوجرسی کشور ایالات متحده آمریکا است که در سال ۱۹۷۲ میلادی ساخته شده و دارای ۲۲۵ تخت است.